# Maria Baliszewska
Maria Krystyna Baliszewska z domu Polanowska (ur. 1947 w Sandomierzu) – etnomuzykolożka, dziennikarka, założycielka Radiowego Centrum Kultury Ludowej w 1994.

## Życiorys
W Polskim Radiu od 1973, kiedy to tuż po ukończeniu studiów (Uniwersytet Warszawski, magisterium 1973) rozpoczęła pracę w Redakcji Muzyki Ludowej. Radio i kultura ludowa stały się jej pasją w 1968 podczas obozu etnograficznego koło Łęczycy. Szefuje Centrum Kultury Ludowej, a wcześniej Redakcji Muzyki Ludowej od 1982 (z przerwą trzyletnią, gdy Redakcja została rozwiązana w stanie wojennym).
Od 1998 jest koordynatorem Europejskiej Unii Radiowej ds. muzyki tradycyjnej i folkowej. Z jej inicjatywy w 1998 powstał Folkowy Festiwal Polskiego Radia „Nowa Tradycja” i płytowa seria wydawnicza Muzyka źródeł – kolekcja muzyki ludowej Polskiego Radia docelowo zawierająca 25 płyt  (których części jest autorką), a także płyty Pod Tatrami, Polskie instrumenty ludowe (seria Ocora) oraz Welcome Europe (2004), z okazji wejścia Polski do EU. Organizatorka dwóch festiwali folkowych Europejskiej Unii Radiowej w 1995 w Zakopanem i w 2005 w Gdańsku. Jest autorką wielu tysięcy audycji o tematyce etnicznej, tradycyjnej, ludowej, folkowej i wielu tysięcy nagrań terenowych, festiwalowych, studyjnych. 
Jest laureatką Złotego Mikrofonu (1993), nagrody specjalnej Fundacji Kultury (1998), medalu Zygmunta Glogera (2003), nagrody Ministra Kultury i Dziedzictwa Narodowego za rok 2007 w dziedzinie upowszechniania kultury oraz Nagrody im. Oskara Kolberga (2014).

## Ordery i odznaczenia
- Krzyż Kawalerski Orderu Odrodzenia Polski (2011)[4][5]
- Złoty Krzyż Zasługi (2005)[6]
- Srebrny Krzyż Zasługi (2000)[7]
- Brązowy Medal „Zasłużony Kulturze Gloria Artis” (2005)[8]
- Srebrny Medal "Zasłużony Kulturze Gloria Artis" (2016)[9]